# Pfarrkirche Matzen

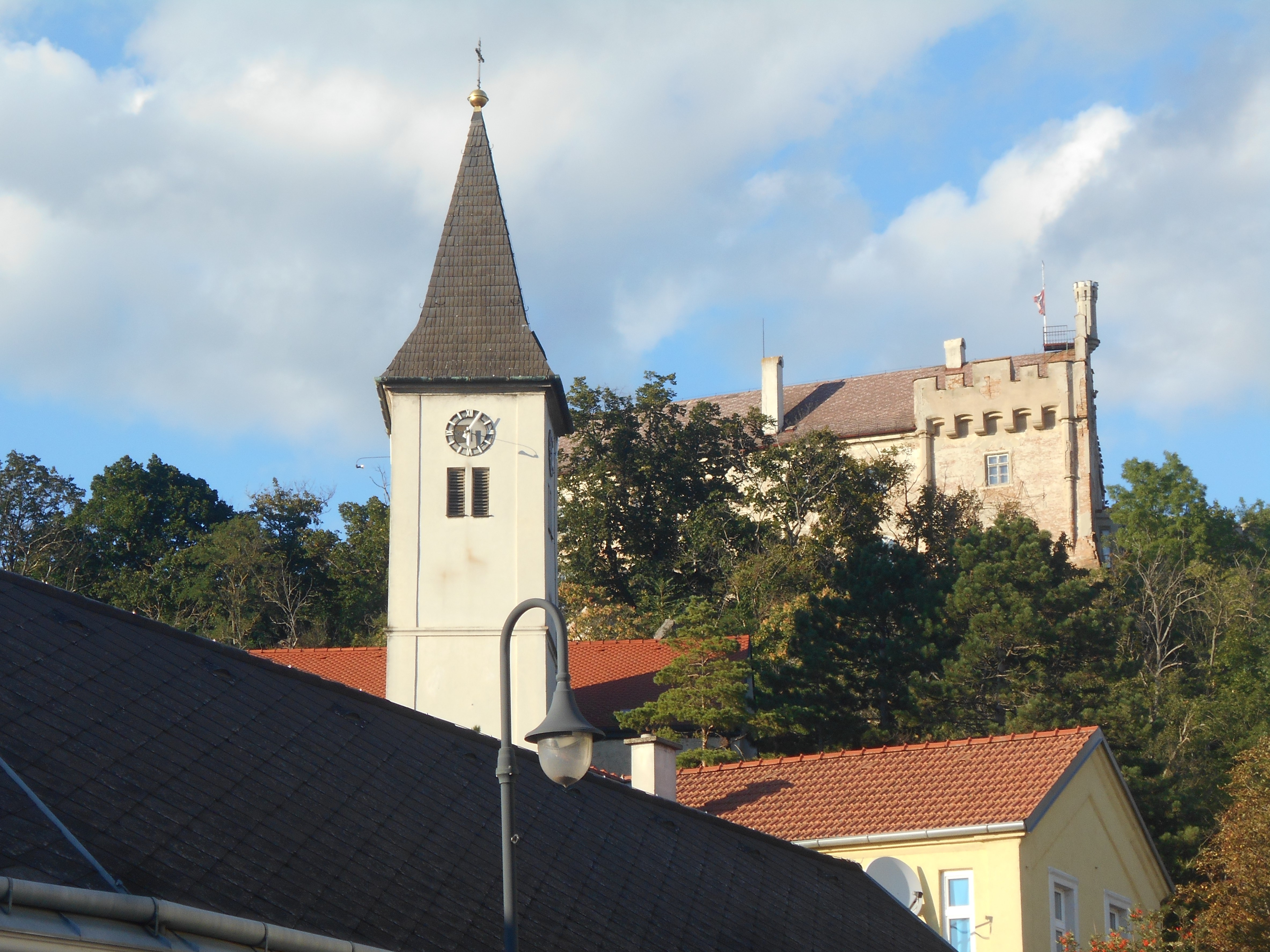
Katholische Pfarrkirche hl. Leonhard in Matzen, im Hintergrund Schloss Matzen

Die Pfarrkirche Matzen steht hochgelegen im Norden des Ortes Matzen in der Marktgemeinde Matzen-Raggendorf im Bezirk Gänserndorf in Niederösterreich. Die dem Patrozinium hl. Leonhard von Limoges unterstellte römisch-katholische Pfarrkirche gehört zum Dekanat Gänserndorf im Vikariat Unter dem Manhartsberg der Erzdiözese Wien. Die Kirche steht unter Denkmalschutz (Listeneintrag).

## Geschichte
Vor 1350 ein Vikariat wurde Matzen 1784 eine Pfarre.
Von dem ehemals gotischen und um 1700 barockisierten Kirchenbau sind Teile der ehemaligen Langhaussüdwand und der steile Südturm erhalten. Die Kirche wurde 1958/1959 unter dem Pfarrer Günther Gradisch (1957–1982) nach den Plänen des Architekten Josef Vytiska erweitert.

## Architektur
Die Kirche als sachlich moderner Bau hat ein breit gelagertes Langhaus unter einem Satteldach. Der zweigeschoßige Südturm der Vorgängerkirche zeigt eine Lisenengliederung und trägt einen Spitzhelm. In der Westfront befindet sich die Konsolfigur hl. Barbara vom Bildhauer Franz Barwig der Jüngere.
Das Kircheninnere zeigt einen weiten Saalraum unter einer Flachdecke auf streng gegliederten Wandpfeilern, der Altarraum ist erhöht. Im Süden befindet sich im kreuzgratgewölbten Turmerdgeschoß die Taufkapelle.
Die Glasfenster schuf der Maler Hermann Bauch.
Vor der Kirche steht ein barocker Gnadenstuhl und die barocke Figur hl. Johannes Nepomuk, beide aus dem 18. Jahrhundert.

## Ausstattung
Die barocken Figuren der ehemaligen Kanzel um 1700 sind erhalten, die Vier Evangelisten an der Hochaltarwand, die Vier Kirchenväter und Salvator mundi in der Taufkapelle.
Das mächtige Kreuz beim Hochaltar schuf Franz Kaindl. Die Kreuzwegbilder schuf der Maler Karl Hauck.